# Jacob Kortkamp
Jakob Kortkamp (auch: Kurtzkampff; * um 1615; † um 1665 in Kiel) war ein deutscher Komponist und Organist der norddeutschen Orgelschule.

## Leben und Werk
Von Kortkamps Leben ist äußerst wenig überliefert. Wie auch Matthias Weckmann soll er Schüler von Jacob Praetorius dem Jüngeren gewesen sein, was von dem Musikwissenschaftler Arnfried Edler angezweifelt wurde. Kortkamp war ab März 1637 Organist an der Nikolaikirche in Kiel. Johann Rist bezeichnete ihn als einen „in der Sing’ und Orgelkunst treflich geübten und erfahrnen Meister“.
Von Kortkamp sind sowohl Choralbearbeitungen für Orgel als auch Vokalwerke überliefert.
Jakob Kortkamp hatte einen Sohn, Johann Kortkamp (* 1643 in Kiel; † 20. Mai 1721 in Hamburg), der ebenfalls Organist und Komponist war.